# Bertran de Comenge
Bertran de Comenge o Bertran de l'Illa (Illa Jordà, Gers, ca. 1050 - Lugdunum Convenarum, actual Sant Bertran de Comenge, Alta Garona, 1123) fou bisbe de Comenge. És venerat com a sant per l'Església catòlica.

## Biografia
Fill d'Ató Raimon, senyor d'Illa Jordà i de Gervàsia Emma Tallaferro, filla del comte Guillem IV de Tolosa, va rebre l'educació corresponent a un noble. Va triar, però, la vida religiosa i va ésser ardiaca a Tolosa cap al 1070 i entre 1078 i 1080, bisbe de Comenge. Va aplicar a la seva diòcesi la reforma gregoriana, reformant la vida del clergat i la moral laica.
La ciutat de Comenge, al seu torn, va prosperar. Bertran en reconstruí la catedral, avui de Saint-Bertrand-de-Comminges i n'edificà el claustre, dotant-la d'un capítol de canonges regulars.

## Veneració
Fou considerat sant des de la seva mort. Cap al 1167, l'arquebisbe d'Auch encarregà el canonge Vidal que en redactés una vida i l'envià a la cúria romana per obtenir-ne la canonització. No fou canonitzat, però, i Honori III, el papa, va iniciar una investigació sobre els mèrits del bisbe per a ésser sant, en 1218, i fou ell qui el canonitzà entre 1220 i 1222, Climent V, que havia estat bisbe de Comenge, encarregà a quatre cardenals l'elevació de les seves relíquies en 1309 i establí la festa litúrgica de la translació el 16 de gener. El cardenal Pierre de Foix feu construir un magnífic mausoleu entre 1422 i 1442.
Avui, la festa del sant és el 16 d'octubre.

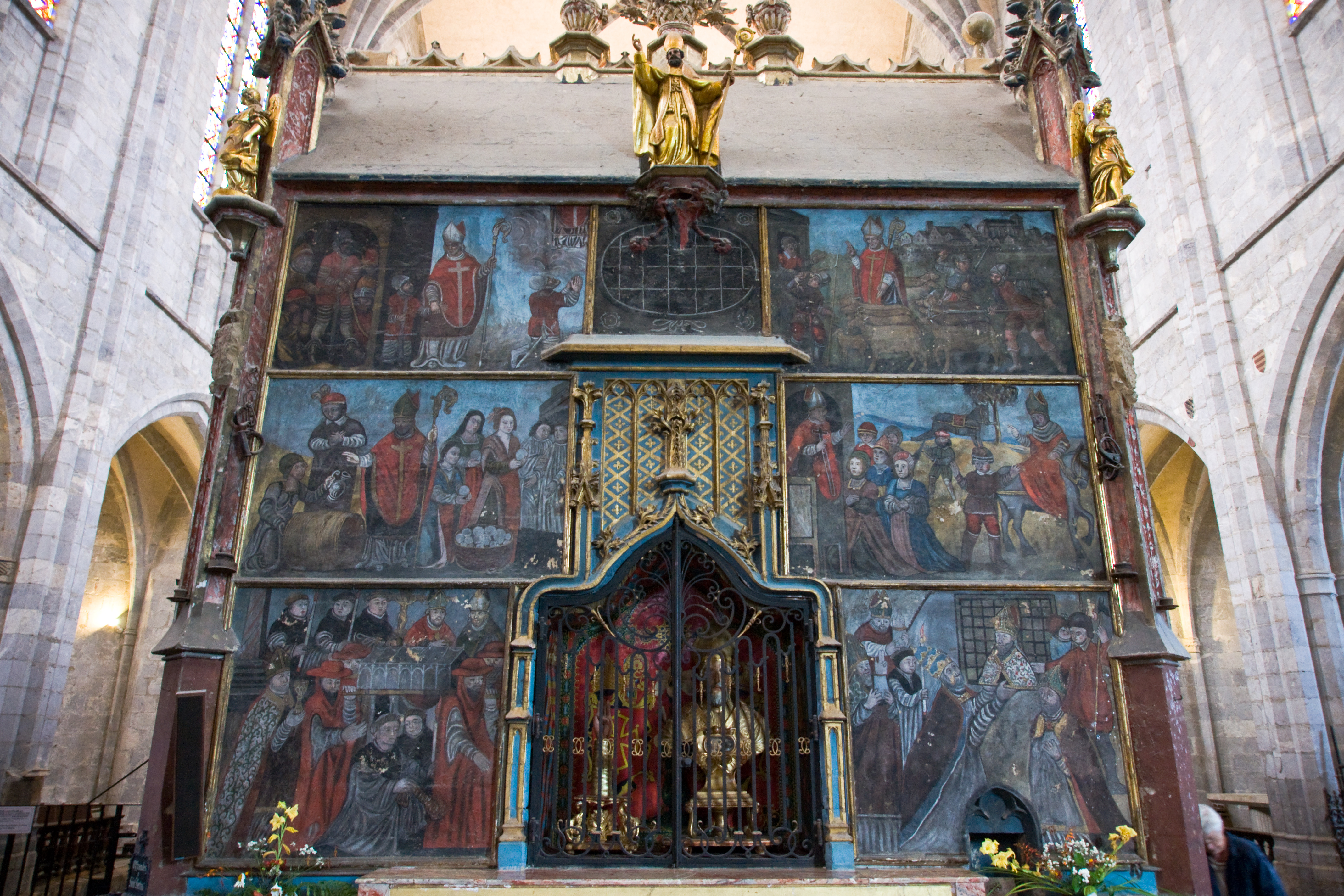
Tomba del sant a la catedral de Comenge
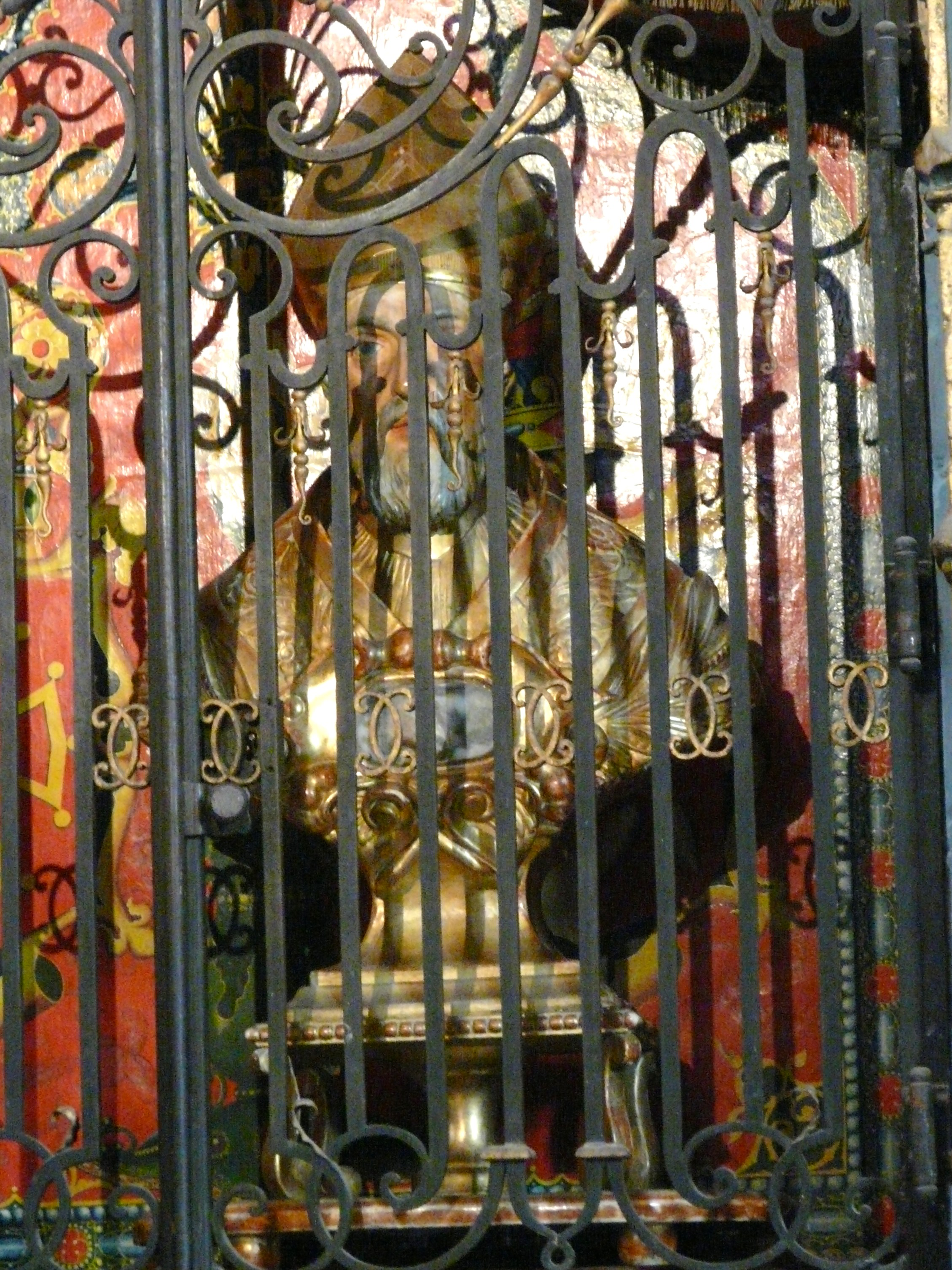
Bust del sant, catedral de Comenge
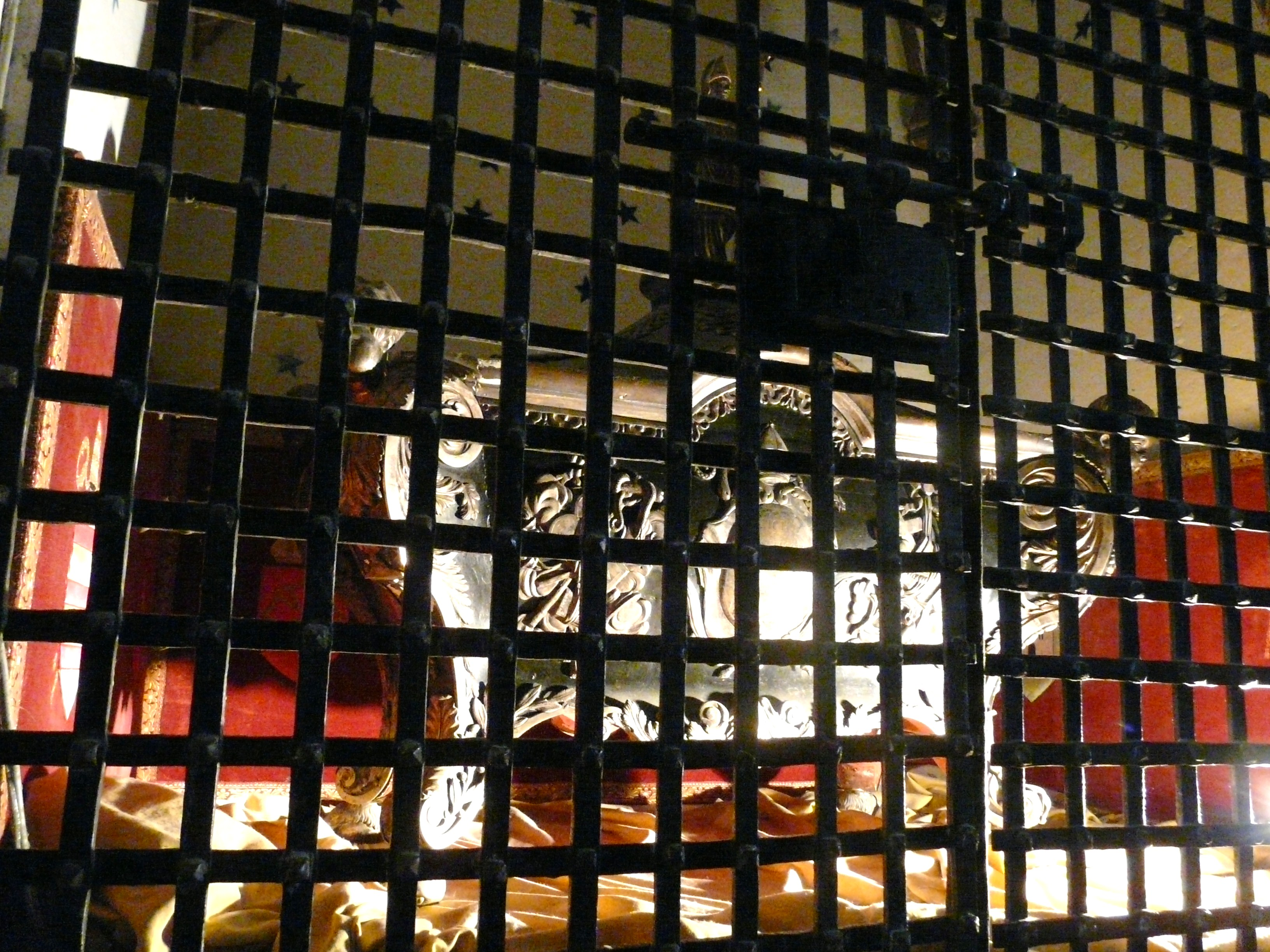
Sepulcre, catedral de Comenge
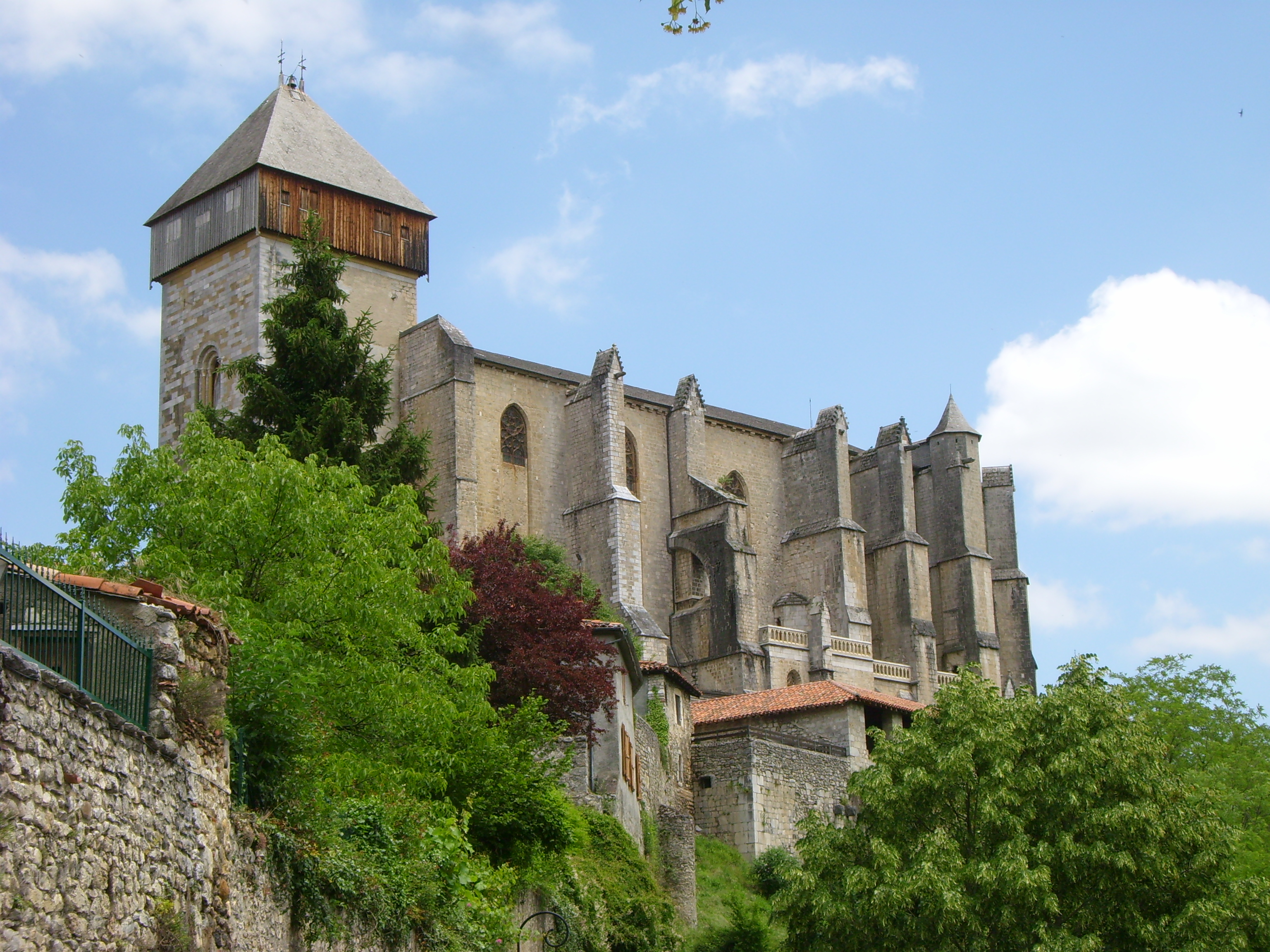
Catedral de Sent Bertran de Comenge